# Simone Peirone
Simone Marie Peirone z domu Ruas (ur. 19 czerwca 1919 w Neuilly-sur-Seine, zm. 14 stycznia 2001 w Nicei) – francuska lekkoatletka specjalizująca się w skoku wzwyż, olimpijka.

## Życiorys
Zajęła 9.–10. miejsce w skoku wzwyż na igrzyskach olimpijskich w 1948 w Londynie. Na mistrzostwach Europy w 1950 w Brukseli zajęła w tej konkurencji 7. miejsce, a na mistrzostwach Europy w 1954 w Bernie 12. miejsce.
Była mistrzynią Francji w skoku wzwyż w latach 1951, 1952 i 1954–1956, wicemistrzynią w tej konkurencji w 1949, 1950 i 1953, a także brązową medalistką w skoku wzwyż w latach 1946-1948 i 1958 oraz w rzucie dyskiem w 1946 i 1947.

## Rekordy życiowe
Rekordy życiowe Peirone:
- skok wzwyż – 1,61 m (27 maja 1956, Cannes)[6]
- pchnięcie kulą – 11,90 m (1956)
- rzut dyskiem – 41,65 m (1956)